# Marco Terrazzino
Marco Terrazzino (Mannheim, Alemania, 15 de abril de 1991) es un futbolista alemán que juega de centrocampista en el Wuppertaler SV de la Regionalliga West.

## Selección nacional
Fue internacional sub-18, sub-19 y sub-20 con la selección de fútbol de Alemania.

## Clubes
| Club                   | País     | Año       |
| ---------------------- | -------- | --------- |
| TSG 1899 Hoffenheim    | Alemania | 2009-2011 |
| Karslruher S. C.       | Alemania | 2011-2012 |
| S. C. Friburgo         | Alemania | 2012-2014 |
| VfL Bochum             | Alemania | 2014-2016 |
| TSG 1899 Hoffenheim    | Alemania | 2016-2017 |
| S. C. Friburgo         | Alemania | 2017-2020 |
| Dinamo Dresde (cedido) | Alemania | 2020      |
| S. C. Paderborn 07     | Alemania | 2020-2021 |
| Lechia Gdańsk          | Polonia  | 2021-2023 |
| Wuppertaler SV         | Alemania | 2023      |